# 百目の騎士
『百目の騎士』（ひゃくめのきし）は作画村崎久都、原作小池倫太郎による日本の漫画作品。『月刊電撃コミックガオ!』（メディアワークス）にて、2006年11月号から2008年4月号(休刊号)まで連載された。

## あらすじ
「騎士には守るべきものがある。」
侍が武装騎操り、宇宙を駆け、戦いに明け暮れた時代。
14年前、主人公チヅルの暮らすグリーブ王国内で、王の不在中に“第一王子派”と“御年寄衆派”の内紛が勃発した。内紛は王の帰還とともに収まったが、結果として第一王子の反乱とされ、“御年寄衆”の勝利に終わった。騎士であり“第一王子派”に属したチヅルの父は、反乱に加担した咎で詰め腹を切らされた。
チヅルは父親の死の真相、そして仇討ちのために王の親衛隊に入隊したが、仇討ちを諦めたうえ、理想とは違う親衛隊の実態と騎士の世界に辟易し、除隊を考えていた。そんな頃、チヅルは問題児として入隊したエイクス・ロッカの世話役を命じられ、親衛隊内での新たな生活が始まった。

## 登場人物

### 親衛隊
クルハ・チヅル
女性。正七位上。突撃士。武装騎は黒濡羽。“黒騎士”イーテオを祖父に持ち、武門として名高いクルハ家の出身。
本の中の騎士の活躍に心躍らせていたが、現実の騎士とその世界に触れ、失望している。親衛隊内では他者が羨むほど優秀な成績をあげているが、昇格試験にはわざと落ち続けており、その事で上官達からの不評を買っている。元々は自分の両親の復讐の為に仇を探る為に入隊して来たのだが余りに強大な政治の闇の前に復讐を諦めてしまっており、試験に落ち続けているのはそのせいであると経緯を知る者達にはバレてしまっている様だ。
なお、細身の外見からは想像もつかない大食いである。問題児として入隊して来たロッカの行動を制御出来る数少ない人材として見出されてからは彼の秘密を告げられた上で彼を守る騎士として正式に任命されている。
エイクス・ロッカ
男性。従七位下。突撃士。武装騎は禍眼。
可愛らしい外見とは裏腹に怪力の持ち主であり、上官を殴る、職務中に酒を飲むなど素行不良の常習者でもある。恐ろしく打たれ強い等常人よりも強靭な肉体をしており、王府の親衛隊に入隊して後も問題行動を起こし続けているが、唯一チヅルの言うことだけには従っている。大規模戦闘においては大局を見渡す事が出来る希少な能力“百目”を持つがまだその能力が完全に開花している訳ではない。
チョチアーノ・チヨミ
女性。従六位下。分隊指揮官格。チヅルの友人。
どんなときでも笑顔を絶やさず、王府における処世術を身につけている。スパーケンの小隊に属し、チヅルの所属する分隊の指揮官でもある。
メリダ・ナナエ
女性。従六位下。分隊指揮官格。チヅルの友人。
チヅルやチヨミとは違い、思ったことはすぐ口に出す性格。前髪の一部がはねている。
トード・ゲンズ
男性、正七位下。突撃士。
親衛隊の風紀係を任されており、大きな体でそれなりの腕力をもっているのだが、ロッカにはまったく歯が立たなかった。チヨミの分隊に属する。
ハルメル・スパーケン
男性。従六位上。小隊指揮官格。
出身は大した家柄ではないが、努力によって今の地位を得た。チヅル達の上官にあたり、目下の者に厳しい人物。
ブラザック・エンリケ
男性。正六位下。中隊指揮官格。
弱腰な態度ゆえに部下からの信頼は薄い。チヅルにロッカの世話役を命じた上官でもある。
シエン・ヘンノ
男性。従五位下。ルジェフ守。親衛隊総監。
チヅル達の属する王府親衛隊の総監であり、“雷音のヘンノ”の異名を持つ騎士。現在は王府の老中と馴れ合っており、親衛隊を堕落させたと評される。親衛隊の新米にも気軽に声をかける陽気な一面も持っている。

### その他
クルハ・イーテオ
男性。
“黒騎士”の異名を持つ騎士。武門として名高いクルハ家の当主であり、大戦や竜退治によって名を馳せた。チヅルの祖父にあたるが、父の死に関してのわだかまりがある。
クリミヤ・ツバキ
女性。クラウカ守。大目付。
チヅルの従姉妹にあたり、グリーブ王国諜報機関の元締めでもある。

## 単行本
電撃コミックスより刊行。
1. 百目の騎士1 ISBN 978-4-8402-3835-9
2. 百目の騎士2 ISBN 978-4-0486-7243-6